# David A. Kennedy
David Anthony Kennedy (Washington, 15 giugno 1955 – Palm Beach, 25 aprile 1984) è stato un giornalista statunitense, quarto degli undici figli di Robert Kennedy e Ethel Skakel.

## Biografia
Nacque nel 1955 a Washington da Robert Kennedy e Ethel Skakel. David era timido, introverso e sensibile, e condivideva un legame molto forte con suo padre. Il 4 giugno 1968, poco prima del suo tredicesimo compleanno, rischiò di morire affogato a Malibù, vicino alla casa del regista e amico di famiglia John Frankenheimer, ma venne salvato da suo padre. Il giorno dopo assistette alla vittoria di suo padre alle elezioni primarie del Partito Democratico per la candidatura alle elezioni presidenziali del 1968, ma anche al suo assassinio, riproposto più volte dalla televisione. Questo evento traumatico gli lasciò una cicatrice indelebile che lo condusse anche alla tossicodipendenza.
Nel 1973, suo fratello, Joseph Patrick Kennedy II, mentre guidava la Jeep di David in modo sconsiderato, causò un incidente durante il quale la fidanzata di David, Pamela Kelley, rimase paralizzata. Dopo questo incidente David cominciò a fare uso di eroina per endovena e, nell'ultimo anno di studi alla Middlesex School di Concord in Massachusetts, divenne dipendente dagli antidolorifici. Frequentò l'Harvard College dell'Università Harvard dove studiò per due anni storia americana, fino al 1976, quando decise di lasciare. In quel periodo, era da ben due anni tenuto sotto il controllo dei servizi segreti a causa delle minacce di rapimento ricevute dalla famiglia.
Dopo aver abbandonato Harvard, David Kennedy alternò il suo tempo tra la casa di famiglia a McLean (in Virginia, vicino a Washington) e a New York fino al febbraio 1979, quando si trasferì definitivamente a New York. Era spesso notato nelle discoteche di Manhattan in compagnia di donne attraenti, tra le quali l'attrice britannica Rachel Ward, una delle sue relazioni più importanti, incontrata nel 1979 in una di queste discoteche.
Nelle sue memorie Symptoms of Withdrawal: A Memoir of Snapshots and Redemption, il cugino Christopher Kennedy Lawford descrive David Kennedy come il suo migliore amico, dedicando gran parte del decimo capitolo della sua biografia alla loro amicizia e ai rapporti con il resto della famiglia Kennedy. Gli fu diagnosticata per due volte una endocardite batterica, un'infiammazione al cuore spesso associata all'uso di farmaci o droghe assunti per via endovenosa. Nel 1976 e nel 1978 venne ricoverato per overdose da droghe e farmaci; ebbe inoltre anche qualche problema con la legge: fu infatti fermato per guida in stato di ebbrezza.
Nella primavera del 1984, venne ricoverato per un mese presso il centro di riabilitazione dell'ospedale St. Mary Hospital di Minneapolis. Il 19 aprile 1984 si recò a Palm Beach, in Florida, per il giorno di Pasqua, dove si erano riuniti diversi membri della famiglia Kennedy. Soggiornava nella camera 107 del Brazilian Court Hotel, dove organizzò alcune feste. Il 25 aprile 1984, sotto insistenza di membri della sua famiglia, il personale dell'hotel entrò nella sua stanza e lo trovò cadavere sul pavimento, deceduto per una overdose di cocaina, Demerol e Mellaril. Venne sepolto il 27 aprile 1984 nella tomba di famiglia all'Holyhood Cemetery di Brookline (vicino a Boston, in Massachusetts). David fu il primo di quattro dei nipoti del patriarca Joseph P. Kennedy a morire prematuramente. Successivamente, perirono il fratello minore Michael per un incidente sugli sci, il cugino John Jr. per un incidente aereo e la cugina Kara per un attacco cardiaco.